# Because I Got High
Because I Got High is een nummer van de Amerikaanse rapper Afroman uit 2001. Het is de eerste single van zijn gelijknamige debuutalbum.
De tekst van het nummer beschrijft hoe cannabis het leven van de ik-figuur kapotmaakt. Het nummer, dat in een paar minuten geschreven werd, werd al snel populair op internet. Ook in de hitlijsten deed het nummer het goed, met bijvoorbeeld een nummer 1-positie in de Vlaamse Ultratop 50 en in veel andere landen. In de Nederlandse Top 40 haalde het nummer de zesde positie.